# Chafūrin
Chafūrin (jap. 茶風林), właśc. Hirotaka Shimazawa (jap. 島沢 弘隆 Shimazawa Hirotaka; ur. 4 grudnia 1961) – japoński seiyū i aktor dubbingowy pracujący dla Office Osawa. Jest absolwentem Uniwersytetu Toyo.
Dubbingował postać Petera Pettigrew w japońskich wersjach filmów o Harrym Potterze.

## Role głosowe
- 1990: Chibi Maruko-chan –
  - Kimio Nagasawa,
  - Hideji Saijo
- 1993: Kidō Senshi Victory Gundam – Romero Marvall
- 1996: Detektyw Conan – inspektor Jūzō Megure
- 1996: Rurōni Kenshin – Kuro
- 1996: The Vision of Escaflowne – Mole Man
- 1996: Slayers: Magiczni wojownicy – Tarimu
- 1996: Dragon Ball GT – Liang Xing Long
- 1997: Yūsha Ō Gaogaigar – Arm Primeval (ZX-07)
- 1997: Slayers TRY – Almayce
- 1997: Berserk – Ubik
- 1998: Cowboy Bebop – Harrison
- 2002: Naruto – Fukuyokana
- 2004: Bleach – Grand Fisher
- 2005: Oh! My Goddess – Mao Za Haxon
- 2005: Jigoku shōjo – Erguro
- 2005: Doraemon – Emba-san
- 2006: Higurashi no naku koro ni – Kuraudo Ōishi
- 2006: Death Note – Hitoshi Demegawa
- 2007: Gintama – Henpeita Takechi
- 2008: Hakushaku to yōsei – Tomkins
- 2009: One Piece – Charloss
- 2009: Lupin III vs Detective Conan – inspektor Jūzō Megure
- 2009: Umineko no naku koro ni – policjant
- 2009: Stitch! ~Itazura Alien no Daiboken – Mabuitokkae
- 2010: Nurarihyon no mago – Minagoroshi Jizou
- 2010: Stitch! ~Zutto Saikō no Tomodachi~ – Elastico
- 2014: Sazae-san – Namihei Isono
- 2014: Magic Kaito – inspektor Jūzō Megure
- 2018: Grappler Baki – Spec